# Конопельки (зупинний пункт)
Зупинний пункт Конопельки — не діюча (станом на 2024 рік) пасажирська платформа залізничного напряму Харків — Льгов на східній околиці села Уланок Суджанського району Курської області, перегін Сосновий Бір — Суджа.

## Історія
Зупинний пункт Конопельки було запроєктовано як блок-пост в 1916 році, відкрито — не пізніше 1925 року як роз'їзд 67-ї версти. З 1926 року тут зупиняються поїзди пасажирського сполучення. У 1928 році роз'їзд отримав сучасну назву, — за найменуванням сіл Руська Конопелька і Чорна Конопелька, розташованих неподалік.
У другій половині 50-х років роз'їзд був обернений у зупинний пункт приміських поїздів, курсування яких скасоване з 2013 року. Колійного розвитку закритий роз'їзд Конопельки також не має.